# Junta prismática

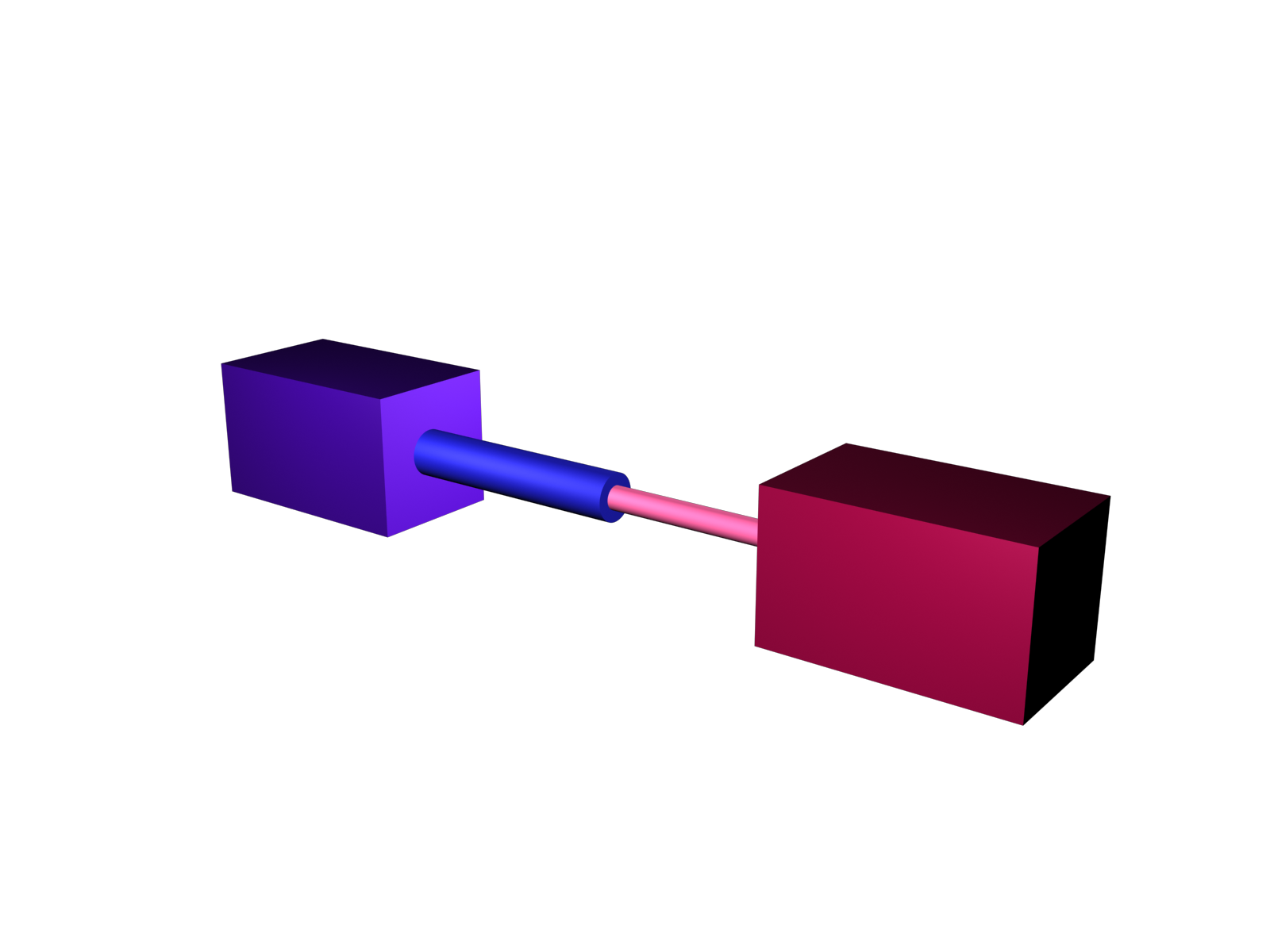
Junta prismática, neste caso, existe a possibilidade da parte vermelha adentrar todo seu cilindro na parte azul.

Uma  Junta prismática (na anglofonia, sliders) é um grau de liberdade de um par cinemático usado na mecânica. Junções prismáticas, junto ao contexto de cilindros, possuem diversas aplicações na mecânica clássica (hidráulica, pneumática, robótica), como também em geologia.